# Grande Prêmio de Abu Dhabi
O Grande Prêmio (português brasileiro) ou Grande Prémio (português europeu) de Abu Dhabi ou de Abu Dabi é uma competição que acontece em Abu Dhabi, um dos constituintes dos Emirados Árabes Unidos, no circuito de rua de Yas Island, com pouco mais de 5,5 quilômetros. O Grande Prêmio vem encerrando a maior parte das temporadas de Fórmula 1 (2009, 2010, 2014-atual).
Em 2021 o circuito sofreu algumas alterações no traçado, tornando-o mais rápido.

## Grande Prêmio de Abu Dhabi

### Vencedores por ano
| Ano     | Piloto           | Construtor                 | Local      | Resumo   |
| ------- | ---------------- | -------------------------- | ---------- | -------- |
| 2009    | Sebastian Vettel | Red Bull Racing-Renault    | Yas Marina | Detalhes |
| 2010    | Sebastian Vettel | Red Bull Racing-Renault    | Yas Marina | Detalhes |
| 2011    | Lewis Hamilton   | McLaren-Mercedes           | Yas Marina | Detalhes |
| 2012    | Kimi Räikkönen   | Lotus-Renault              | Yas Marina | Detalhes |
| 2013    | Sebastian Vettel | Red Bull Racing-Renault    | Yas Marina | Detalhes |
| 2014    | Lewis Hamilton   | Mercedes                   | Yas Marina | Detalhes |
| 2015    | Nico Rosberg     | Mercedes                   | Yas Marina | Detalhes |
| 2016    | Lewis Hamilton   | Mercedes                   | Yas Marina | Detalhes |
| 2017    | Valtteri Bottas  | Mercedes                   | Yas Marina | Detalhes |
| 2018    | Lewis Hamilton   | Mercedes                   | Yas Marina | Detalhes |
| 2019    | Lewis Hamilton   | Mercedes                   | Yas Marina | Detalhes |
| 2020    | Max Verstappen   | Red Bull Racing-Honda      | Yas Marina | Detalhes |
| 2021    | Max Verstappen   | Red Bull Racing-Honda      | Yas Marina | Detalhes |
| 2022    | Max Verstappen   | Red Bull Racing-RBPT       | Yas Marina | Detalhes |
| 2023    | Max Verstappen   | Red Bull Racing-Honda RBPT | Yas Marina | Detalhes |
| 2024    | Lando Norris     | McLaren-Mercedes           | Yas Marina | Detalhes |
| Fontes: |                  |                            |            |          |

### Vitórias por piloto
| Total   | Piloto           | Vitórias                     |
| ------- | ---------------- | ---------------------------- |
| 5       | Lewis Hamilton   | 2011, 2014, 2016, 2018, 2019 |
| 4       | Max Verstappen   | 2020, 2021, 2022, 2023       |
| 3       | Sebastian Vettel | 2009, 2010, 2013             |
| 1       | Kimi Raikkonen   | 2012                         |
| 1       | Nico Rosberg     | 2015                         |
| 1       | Valtteri Bottas  | 2017                         |
| 1       | Lando Norris     | 2024                         |
| Fontes: |                  |                              |

### Vitórias por equipe
| Total   | Equipe          | Vitórias                                 |
| ------- | --------------- | ---------------------------------------- |
| 7       | Red Bull Racing | 2009, 2010, 2013, 2020, 2021, 2022, 2023 |
| 6       | Mercedes        | 2014, 2015, 2016, 2017, 2018, 2019       |
| 2       | McLaren         | 2011, 2024                               |
| 1       | Lotus           | 2012                                     |
| Fontes: |                 |                                          |

### Vitórias por país
| Total   | País          | Vitórias                           |
| ------- | ------------- | ---------------------------------- |
| 6       | Reino Unido   | 2011, 2014, 2016, 2018, 2019, 2024 |
| 4       | Alemanha      | 2009, 2010, 2013, 2015             |
| 4       | Países Baixos | 2020, 2021, 2022, 2023             |
| 2       | Finlândia     | 2012, 2017                         |
| Fontes: |               |                                    |

### Recordes de pista
|                       |                |                |          |          |      |
| Yas Marina            | País/Piloto    | Construtor     | Tempo    | Extensão | Ano  |
| Pole position         | Max Verstappen | Red Bull-Honda | 1:22.109 | 5.281 km | 2021 |
| Melhor volta na prova | Max Verstappen | Red Bull-Honda | 1:26.103 | 5.281 km | 2021 |
| Fontes:               |                |                |          |          |      |